# Rippel Effect
Rippel Effect Weapon Systems, anciennement connue sous le nom de Milkor Marketing, est une compagnie de production d'armes à feu, célèbre pour avoir été la première à fabriquer le Milkor MGL. Elle est basée à Pretoria, en Afrique du Sud.